# De Waarheid
De Waarheid (Die Wahrheit) war eine überregionale niederländische Tageszeitung mit Redaktionssitz in Amsterdam. Sie war das Parteiblatt der niederländischen Kommunisten.

## Geschichte

### Untergrundzeitung 1940–1945
Die erste Ausgabe von De Waarheid erschien am 23. November 1940, zur Zeit der deutschen Besatzung im Zweiten Weltkrieg, als illegales Untergrundblatt der Kommunistischen Partei der Niederlande. Am 7. Oktober 1944 konnte die Zeitung erstmals legal im befreiten Teil der Provinz Limburg erscheinen, allerdings zunächst noch als Wochenzeitung. Im Anschluss an die vollständige Befreiung der Niederlande legte De Waarheid mit der Ausgabe vom 6. Mai 1945 landesweit ihren Untergrundstatus ab.

### Nachkriegszeit
Die Zeitung hatte zunächst eine äußerst hohe Auflage, im August 1945 wurde eine Zahl von über 340.000 Exemplaren erreicht, kurzzeitig war sie sogar die auflagenstärkste Zeitung der Niederlande. Die CPN hatte in der unmittelbaren Nachkriegszeit eine hohe Reputation aufgrund ihres aktiven Widerstands, der Sowjetunion war man für ihren Beitrag für die Befreiung der Niederlande dankbar. Ferner sorgte eine junge Redaktion um Chefredakteur Anthoon Johan Koejemans für frischen Wind, der De Waarheid nicht als ein Parteiblatt aussehen ließ. Doch schon bald richtete sich die CPN in strenger Orthodoxie auf die Sowjetunion aus, was nun ebenso für die Zeitung galt. Dies bedeutete Ende 1947 das Ende der kurzen Ära Koejemans. Kurz darauf verteidigte De Waarheid beispielsweise das Berufsverbot für alle nicht-kommunistischen tschechoslowakischen Journalisten, da sie darin einen Schutz vor „reaktionären Elementen“ sah. Dennoch wirkte der gute Ruf der Redaktion im Journalistenverband Nederlandse Journalisten Kring (NJK) noch eine Weile nach, als Koejemans im März 1948 dort zum Schatzmeister gewählt wurde. Die Zeitung büßte nun trotzdem erheblich an Renommee ein, die Auflage begann dramatisch zu fallen und schmolz im Laufe der Jahrzehnte auf einen Bruchteil zusammen.

### Ausrichtung auf Sowjetkommunismus und Niedergang
Die stramme Ausrichtung auf die Sowjetunion war nun äußerst deutlich zu erkennen, so platzierte die Zeitung in der Ausgabe vom 3. Dezember 1949 zum 70. Geburtstag Josef Stalins sieben Seiten mit Glückwunschanzeigen und gab am 6. März 1953 zu dessen Tod eine Extraausgabe heraus. Nachdem sich De Waarheid während des Ungarischen Volksaufstands auf die Seite der Invasoren gestellt hatte, wurde sie deswegen aus dem Tageszeitungsverband NDP Nieuwsmedia ausgeschlossen. Es kam zu einer Entladung des Volkszorns gegen die Partei und Zeitung, als eine Menschenmenge versuchte das Parteihaus Felix Meritis, in dem auch die Druckerei der Waarheid beheimatet war, zu stürmen. Auch in anderer Hinsicht scherte die Zeitung aus, so war sie die einzige, die sich der Selbstzensur der niederländischen Zeitungen während der Greet-Hofmans-Affäre nicht beugte und über diese berichtete.
Nach einem leichten Aufwärtstrend in den 1970er Jahren wurde in der zweiten Hälfte der 1980er Jahre die Auflage der Zeitung so marginal, dass sie, von speziellen Organen wie beispielsweise dem Staatscourant abgesehen, nunmehr die geringste Auflage aller überregionalen Zeitungen der Niederlande hatte. Daran änderten auch bewusst platzierte Unwahrheiten (der Direktor der Zeitung sprach in einem Interview mit dem NDP-Organ De Dagbladpers noch 1980 von ungefähr 68.000 Abonnenten) und ein Aufruf verschiedener niederländischer Persönlichkeiten zur Unterstützung des Blattes in der Ausgabe von Vrij Nederland vom 26. März 1983 nichts mehr. Seit Ende der 1970er Jahre wechselten die Chefredakteure in kurzer Folge. Am 27. April 1990 erschien mit einer Auflage von unter 8.000 Exemplaren die letzte Ausgabe. Ein am 3. Mai jenes Jahres gestarteter Versuch, mit der Wochenzeitung Forum das Blatt in anderer Form fortzusetzen, wurde am 5. März 1991 mit dem Erscheinen der letzten Nummer aufgegeben.

### Chefredakteure
| Anthoon Johan Koejemans         | 1945–1948 |
| Fred Schoonenberg Paul de Groot | 1948–1949 |
| Fred Schoonenberg Friedl Baruch | 1949–1953 |
| Marcus Bakker                   | 1953–1958 |
| Joop Wolff                      | 1958–1978 |
| Gijs Schreuders                 | 1978–1982 |
| Bart Smit                       | 1982–1983 |
| Constant Vecht                  | 1983–1986 |
| Paul Wouters                    | 1986–1988 |
| Frank Biesboer                  | 1988–1990 |

## Auflagenentwicklung
| Jahr    | 1945    | 1950    | 1955   | 1960   | 1966   | 1970   | 1975   | 1980   | 1985   | 1990   |
| Exempl. | 341.550 | 113.000 | 50.000 | 29.000 | 22.000 | 20.000 | 22.000 | 26.000 | 12.000 | <8.000 |